# Arroyo Seco, Xilitla
Arroyo Seco är en ort i Mexiko.   Den ligger i kommunen Xilitla och delstaten San Luis Potosí, i den centrala delen av landet, 220 km norr om huvudstaden Mexico City. Arroyo Seco ligger 274 meter över havet och antalet invånare är 249.
Terrängen runt Arroyo Seco är varierad. Runt Arroyo Seco är det ganska tätbefolkat, med 90 invånare per kvadratkilometer. Närmaste större samhälle är Villa Terrazas, 9,5 km nordost om Arroyo Seco. I omgivningarna runt Arroyo Seco växer i huvudsak städsegrön lövskog.